# Yorkie
Yorkie — плиточный шоколад, производимый компанией Nestlé.

## История
В 1976 году Эрик Николи из Rowntree's заметил пробел на рынке кондитерских изделий для «мужественного» шоколадного батончика, и поэтому компания запустила в производство шоколад Yorkie в качестве более крупного конкурента Cadbury Dairy Milk. До начала 1994 года продукт производился в Йорке и Норвиче.
Исторически сложилось так, что батончик Yorkie ориентирован на мужчин. С момента запуска батончика и до 1992 года «дальнобойщик Yorkie» (англ. «Yorkie bar trucker») был знаменитой «грубой, жёсткой звездой» (англ. «rough, tough star») телевизионной рекламы бренда. Ещё одним заметным объявлением этого периода был рекламный щит на железнодорожном вокзале Йорка со словами «Добро пожаловать» (англ. «Welcome to») и изображением полураспахнутого батончика Yorkie. Таким образом, объявление гласило: «Добро пожаловать в Йорк» (англ. «Welcome to York»). Текст ниже гласил: «Где мужчины красивые, а шоколад крупный» (англ. «Where the men are hunky and the chocolate's chunky»).
В 2002 году кампания по перезапуску Yorkie сделала это позиционирование более явным, добавив слоган на обёртке с надписью «Это не для девушек!» (англ. «It's not for girls!»), а также связанную с этим телевизионную и печатную рекламу стоимостью 3 миллиона фунтов стерлингов, которая содержала различные сексистские слоганы. Одна из этих кампаний вызвала 97 жалоб в Агентство рекламных стандартов (англ. «Advertising Standards Agency») на основании сексизма в течение первого года его существования, но ASA в конечном итоге постановило, что эти жалобы не были обоснованными. Тем не менее, связанная с этим рекламная кампания, в рамках которой бесплатные образцы батончиков раздавались исключительно мужчинам, была запрещена Советами Ливерпуля и Бирмингема. В 2006 году была выпущена специальная серия Yorkie в розовой упаковке, которая стала ироничной игрой на брендинге «не для девочек» (англ. «not for girls»), и эта серия была ориентирована на женщин. В 2011 году слоган «It's Not for Girls!» был отброшен, и стандартные батончики Yorkie стали продаваться в трёх упаковках.
Кроме оригинального батончика с молочным шоколадом, также продаются и другие вкусы: Raisin & Biscuit, Honeycomb и Yorkie ice cream. Также была выпущена специальная серия Yorkie для использования в пайках Министерства обороны со слоганом «Это не для гражданских» (англ. «It's not for civvies»).

### Изменения размеров
Батончики Yorkie первоначально состояли из шести кусочков шоколада, каждый из которых имел маркировку Rowntree. Они были завёрнуты в фольгу и внешнюю бумажную обёртку и весили 58 г (2,0 унции). В целях снижения затрат количество блоков было сокращено до пяти, а в каждый блок было вписано слово York. С годами вес Yorkie уменьшался. С 2002 года батончики Yorkie весили 70 г (2,5 унции). К 2010 году этот показатель был снижен до 64,5 г (2,28 унции), в 2011 году — сначала до 61 г (2,2 унции), а позже до 55 г (1,9 унции). В ноябре 2014 года вес батончика снова был уменьшен до 46 г (1,6 унции). В январе 2015 года в Британии батончики Yorkie с изюмом и печеньем содержали 44 г (1,6 унции). Вес лимитированной серии Yorkie Peanut составлял 43 г (1,5 унции). Батончики Yorkie King size также уменьшились в размерах.

## Вкусы
- Original (молочный шоколад)[14]
- Raisin & Biscuit
- Honeycomb[15]

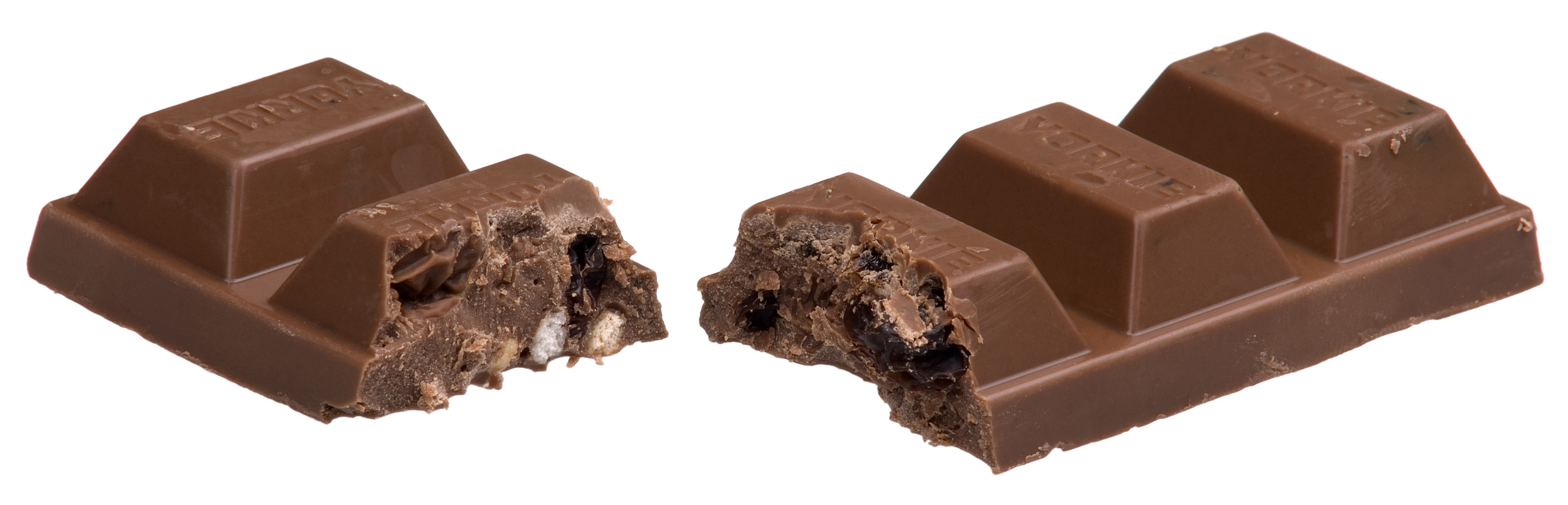
Разломленный батончик Yorkie с изюмом и печеньем (Raisin & Biscuit)

- Orange «Limited Edition» (выпущен 10 мая 2021 года)[16]
- Peanut (снят с производства, перезапущен как «Limited Edition» 13 октября 2014 года, в настоящее время вновь снят с производства)[17]
- Almond (снят с производства)
- The Nutter (снят с производства)
- Yorkie Blue Ice (снят с производства)
- Yorkie Hot Stuff Hot Rum (рождественская серия со вкусом рома)
- Biscuit (снят с производства в 2024 году)
- Yorkie Pro (протеиновый шоколад с хрустящими кусочками — белок: 24,7 г на 100 г/10,5 г на порцию)

## Другая информация
Yorkie спонсировал американские горки Stealth в Торп-парке (англ. Thorpe Park).